# Tweede Kamerverkiezingen 1873
De Tweede Kamerverkiezingen 1873 waren periodieke Nederlandse verkiezingen voor de Tweede Kamer der Staten-Generaal. Zij vonden plaats op 10 juni 1873.
Nederland was verdeeld in 41 kiesdistricten, waarin 80 leden van de Tweede Kamer gekozen werden. Een kiezer bracht evenveel stemmen uit als er afgevaardigden in zijn kiesdistrict gekozen werden. Om gekozen te worden moest een kandidaat minimaal de districtskiesdrempel behalen.
De verkiezingen werden gehouden vanwege het aftreden van 40 leden van de Tweede Kamer van wie de zittingstermijn afliep op 14 september 1873. In acht kiesdistricten was een tweede verkiezingsronde benodigd tussen de twee hoogstgeplaatste (niet-direct gekozen) kandidaten uit de eerste ronde vanwege het niet-behalen van de districtskiesdrempel. Deze tweede ronde vond plaats op 24 juni 1873.

## Uitslag

### Opkomst
|                  | 1871    | 1871      | 1873   | 1873  |
| # stemmen        | %       | # stemmen | %      |       |
| ---------------- | ------- | --------- | ------ | ----- |
| Kiesgerechtigden | 100.336 |           | 99.716 |       |
| Niet opgekomen   | 39.893  | 39,76     | 38.832 | 38,94 |
| Opkomst          | 60.443  | 60,24     | 60.884 | 61,06 |

### Verkiezingsuitslag naar groepering
| Groepering                | Zetels | Zetels | Zetels | Zetels | Zetels | Zetels |
| Groepering                | 1871   | Af     | Bij    | 1873   | +/−    |        |
| ------------------------- | ------ | ------ | ------ | ------ | ------ | ------ |
| liberalen                 | 31/30  | 14     | 13     | 29     | −1     |        |
| conservatief-katholieken  | 12     | 5      | 8      | 15     | +3     |        |
| conservatieven            | 14/12  | 4      | 5      | 13     | +1     |        |
| thorbeckianen             | 15     | 11     | 7      | 11     | −4     |        |
| antirevolutionairen       | 3/4    | 2      | 4      | 6      | +2     |        |
| conservatief-protestanten | 3/4    | 3      | 3      | 4      | 0      |        |
| conservatief-liberalen    | 2      | 1      | 0      | 1      | −1     |        |
| vacature                  | 0/1    | 0      | 0      | 1      | 0      |        |
| totaal                    | 80     | 40     | 40     | 80     | 0      |        |

### Gekozen leden
Bij deze verkiezingen werden 31 leden herkozen. De stemmingen voor de overige negen vacatures hadden de volgende resultaten:
- in het kiesdistrict Almelo versloeg Herman Insinger (54,2%, conservatieven) het aftredende lid Gijsbertus van der Linden (45,8%, thorbeckianen);

- in het kiesdistrict Amsterdam versloeg Gerhardus Fabius (51,0%, conservatieven) het aftredende lid Jolle Jolles (48,9%, liberalen);

- in het kiesdistrict Deventer was in eerste instantie Willem Dullert gekozen in de vacature ontstaan door het periodiek aftreden van Gerard Dumbar (thorbeckianen) die had aangegeven niet herkiesbaar te zijn. Dullert was echter tevens gekozen in het kiesdistrict Arnhem[10], waaraan hij de voorkeur gaf. Om in de ontstane vacature te voorzien werd in Deventer een naverkiezing gehouden, waarbij Alexander Schimmelpenninck van der Oye (antirevolutionairen) gekozen werd;

- in het kiesdistrict Dokkum werd Binnert van Harinxma thoe Slooten (liberalen) gekozen in de vacature ontstaan door het periodiek aftreden van Sybrand van Beyma thoe Kingma (liberalen) die had aangegeven niet herkiesbaar te zijn;

- in het kiesdistrict Eindhoven versloeg Antonius van Baar (53,5%, conservatief-katholieken) het aftredende lid Johannes Bots (45,6%, thorbeckianen);

- in het kiesdistrict Gorinchem versloeg James Teding van Berkhout (55,8%, antirevolutionairen) het aftredende lid Jan Heemskerk Azn. (44,2%, conservatieven);

- in het kiesdistrict Maastricht versloeg Guillaume Kerens de Wylré (63,2%, conservatief-katholieken) het aftredende lid Paul van der Maesen de Sombreff (36,4%, thorbeckianen);

- in het kiesdistrict Roermond werd Jerôme Lambrechts (conservatief-katholieken) gekozen in de vacature ontstaan door het periodiek aftreden van Willem Pijls (conservatief-liberalen) die had aangegeven niet herkiesbaar te zijn;

- in het kiesdistrict Utrecht versloeg Jan Messchert van Vollenhoven (52,9%, conservatieven) het aftredende lid Evert du Marchie van Voorthuysen (47,1%, conservatieven).

De zittingsperiode van de Tweede Kamer ging in op 15 september 1873. De zittingstermijn van Tweede Kamerleden bedroeg vier jaar.